# Twilight of the Thunder God
| Críticas profissionais | Críticas profissionais |
| Avaliações da crítica  | Avaliações da crítica  |
| Fonte                  | Avaliação              |
| ---------------------- | ---------------------- |
| About.com              | link                   |
| Allmusic               | link                   |
| Kerrang                | 4 de 5 estrelas.       |
| IGN                    | link                   |
| MetalReview            | link                   |
| Pitchfork Media        | link                   |
| PopMatters             | link                   |

Twilight of the Thunder God (inglês: "Crepúsculo do Deus do Trovão") é um álbum da banda Amon Amarth lançado em Setembro de 2008.

## Faixas[1]
1. "Twilight of the Thunder God" (com Roope Latvala) − 4:09
2. "Free Will Sacrifice" − 4:09
3. "Guardians of Asgaard" (com Lars Göran Petrov) − 4:23
4. "Where Is Your God?" − 3:11
5. "Varyags of Miklagaard" − 4:18
6. "Tattered Banners and Bloody Flags" − 4:30
7. "No Fear for the Setting Sun" − 3:54
8. "The Hero" − 4:02
9. "Live for the Kill" (com Apocalyptica) − 4:10
10. "Embrace of the Endless Ocean" − 6:44

## Créditos

### Formação da banda
- Johan Hegg − vocais
- Olavi Mikkonen − guitarras
- Johan Söderberg − guitarras
- Ted Lundström − baixo
- Fredrik Andersson − bateria

### Músicos convidados[1]
- Lars Göran Petrov (Entombed) − vocais em "Guardians of Asgaard".
- Roope Latvala (Children of Bodom) − solo de guitarra em "Twilight of the Thunder God".
- Apocalyptica − violoncelos em "Live for the Kill".

### Outros
- Tom Thiel - capa.[2]

## Premiações
- Site Metal Storm

Melhor disco de Melodeath/Metal Sueco de 2008
Top 20 álbuns de 2008: 9
Top 200 álbuns de todos os tempos: 196